# Tylana ustulata
Tylana ustulata är en insektsart som beskrevs av Philip Reese Uhler 1876. Tylana ustulata ingår i släktet Tylana och familjen sköldstritar. Inga underarter finns listade i Catalogue of Life.